# Spencer Chamberlain
Spencer Chamberlain (* 4. ledna 1983, Chapel Hill, Severní Karolína, USA) je americký hudebník, známý především jako frontman metalcorové skupiny Underoath. Předtím, než se stal členem skupiny Underoath, byl zpěvákem skupiny This Runs Through i se svým bratrem Philem Chamberlainem, který byl bubeník.

## Mládí
Narodil se v Chapel Hill v Severní Karolíně a vyrůstal v Greensboro se svou matkou a starším bratrem Philem. Když byl dítě, jeho rodina neměla dostatek peněz na placení školného v Greensboro Day School. Chambellain také bojoval s drogovou a alkoholovou závislostí. Měl velké problémy s vážnou závislostí na kokainu. Brzy poté nastoupil na střední školu Page High School. Po jejím ukončení se přestěhoval na Floridu. Pokračoval se závislostí do chvíle, než ho jeho nevlastní bratr pastor zasvětil do křesťanství.